# 本山文平

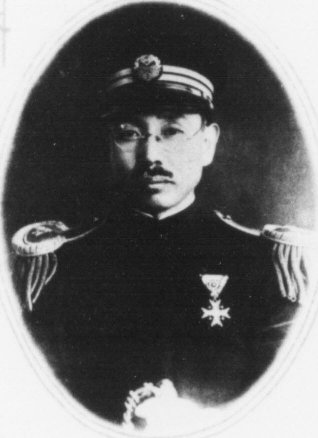
本山文平

本山 文平（もとやま ぶんぺい、1882年4月 - 1980年9月13日）は、大正時代から昭和時代にかけての日本統治時代の台湾及び日本の官僚。

## 略歴
新潟県出身。第一高等学校を経て、1910年、東京帝国大学法科大学を卒業。台湾総督府に入り専売局属となる。1912年11月、文官高等試験行政科試験に合格。
1924年の奉令で常吉徳寿の後を引き継いで台湾台中州の知事となった。管轄は、現在の台中市、台中市、彰化県、南投県などの地区。1926年10月、警務局長に転じ、1928年7月まで在任した。
後に内地に戻り、1929年には大分県知事に任命され、翌1930年には熊本県知事に転任した。1931年12月18日に休職。1932年1月29日、依願免本官となり退官した。
1936年、台湾青果株式会社取締役社長に就任し、1943年、台湾総督府評議会員となる。
戦後は城南青果、光製薬、妙高林産に勤務。

## 家族[3]
- 妻・式子（1890年1月生）岐阜県木村専一妹
- 長女・薫（1919年2月生）高田浩運（社会保険庁長官、厚生省事務次官、参議院議員を歴任）夫人
- 長男・弘
- 次男・剛
- 次女・澄子
- 三男・実
- 四男・寛